# Chân chèo (giải phẫu học)

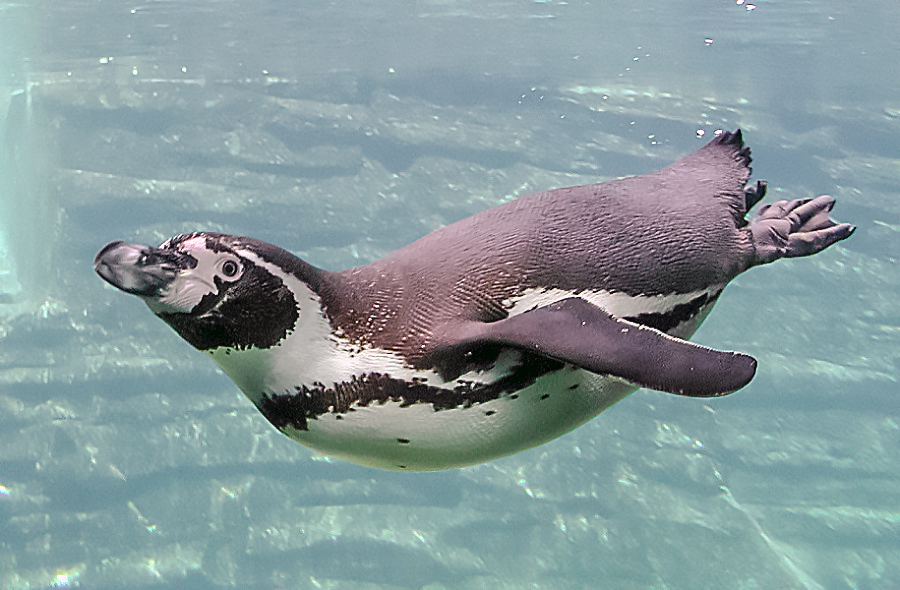
Chim cánh cụt đang bơi. Thứ bị coi là "cụt" lại trở thành một mái chèo rất hiệu quả.

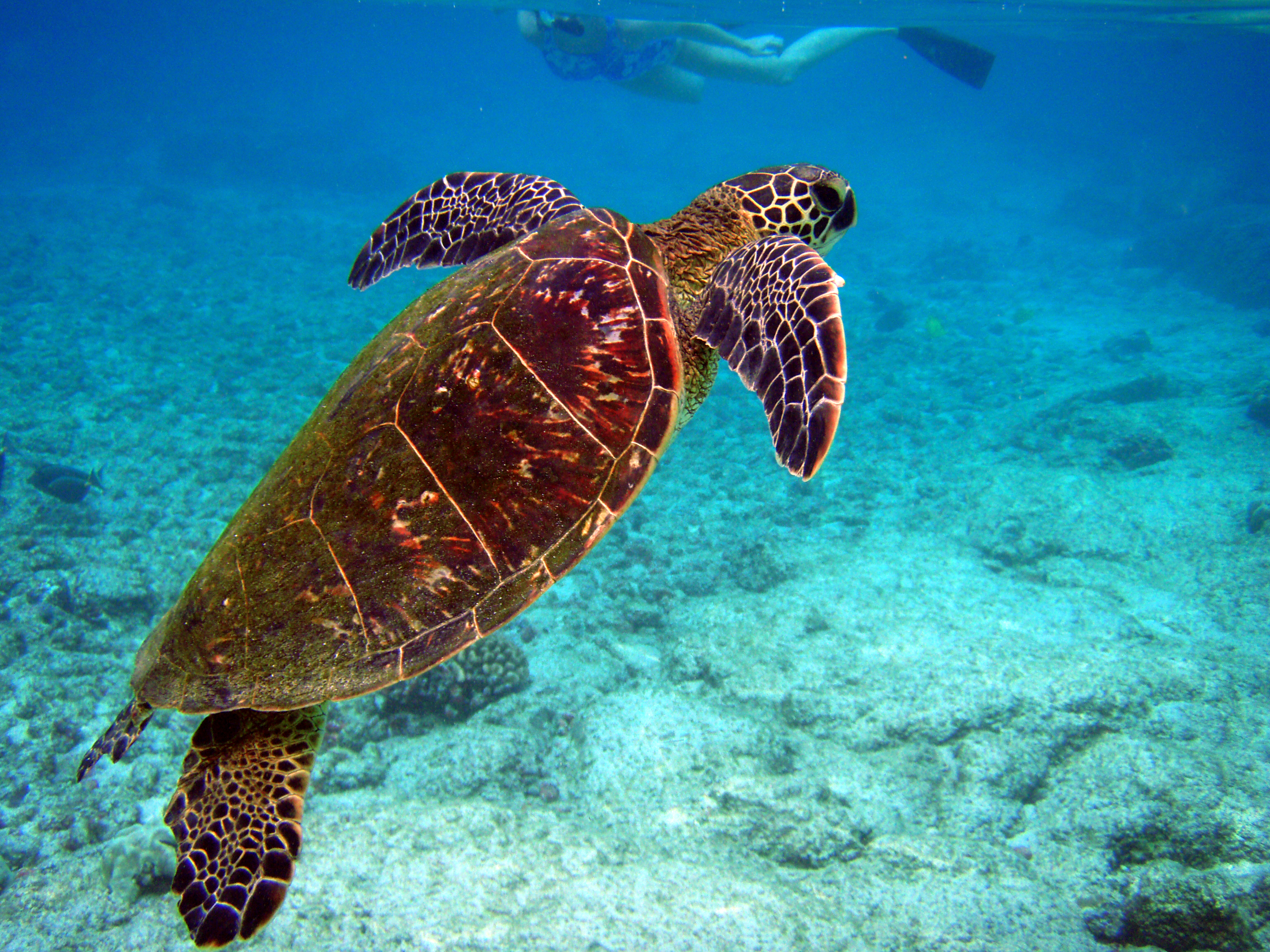
Rùa biển đang chuẩn bị ngoi lên bờ lấy không khí ở Kona, Hawaii.

Chân chèo về mặt cơ bản là một chi trước dẹp được tiến hóa cho việc di chuyển trong nước. Một số sinh vật có những chân chèo đã tiến hóa, ví dụ như chim cánh cụt (cũng được gọi là "cánh"), bộ cá voi (ví dụ như cá heo và cá voi, thường được gọi là "vây"), động vật chân màng, và các loài bò sát như một số giống rùa và những loài đã tuyệt chủng như Plesiosauria, thương Long, thằn lằn cá, và metriorhynchids.
Một số chân chèo trở thành những tàu cánh ngầm rất hiệu quả, tương tự như cánh, được sử dụng để đẩy và di chuyển trong nước với tốc độ lớn và độ cơ động cao. Một số chèo ít khả năng tạo lực đẩy, vẫn còn những phần phụ, như trong các chân trước có của rùa nước.